# John C.G. Röhl
John Charles Gerald Röhl (Londen, 31 mei 1938 – Sussex, 17 november 2023) was een Britse historicus. Hij is het meest bekend van zijn publicaties over het Duitse keizerrijk en zijn uitvoerige biografie van keizer Wilhelm II.

## Biografie
John C.G. Röhl is de zoon van een Duitse vader en een Engelse moeder. Hij promoveerde hij in 1965 aan de Universiteit van Cambridge. Van 1964 tot 1979 was hij als universitair docent verbonden aan de Universiteit van Sussex in Brighton, waar hij in 1979 hoogleraar werd. Van 1982 tot 1985 was hij decaan van de School voor Europese Studies. Van 1970 tot 1983 was hij lid van de Historische Commissie van de Beierse Academie voor Wetenschappen en Geesteswetenschappen. Hij doceerde ook aan de Universiteit van Freiburg en de Universiteit Hamburg, en was in 1986/1987 was als research fellow verbonden aan de Historische Hochschule in München. Hij ging in 1999 met emeritaat. 

## Werk
Röhl geldt als een van de belangrijkste kenners van de 'Wilhelminische periode': de geschiedenis van Duitsland onder keizer Wilhelm II. Hij werd bij een breed publiek vooral bekend door zijn driedelige biografie van de laatste Duitse keizer. Daarin ontwikkelt hij vooral de these van Wilhelm II's  'persönliches Regiment': een grote directe persoonlijke betrokkenheid van de keizer bij regeringszaken die eigenlijk onder de verantwoordelijkheid van de kanselier vielen. Röhl achtte Wilhelm II hoofdverantwoordelijk voor het uitbreken van de Eerste Wereldoorlog. 
Röhls werk bracht een paradigmaverschuiving teweeg in de Duitse geschiedwetenschap, die tot in de jaren zeventig en tachtig Wilhelm als een "zwakke heerser" met beperkte politieke invloed had beschouwd, en weinig aandacht aan hem had besteed. 
Hij overleed in 2023 op 85-jarige leeftijd.

## Publicaties (selectie)
- Germany without Bismarck: The crisis of government in the 2. Reich, 1890–1900.  Londen, 1967.
- From Bismarck to Hitler: The problem of continuity in German history.  Londen, 1970.
- Kaiser, Hof und Staat – Wilhelm II. und die deutsche Politik.  München, 1987. ISBN 978-3-406-49405-5
- Kaiser Wilhelm II. Eine Studie über Cäsarenwahnsinn (= Schriften des Historischen Kollegs. Vorträge, Band 19). München, 1989
- Wilhelm II, 3 delen. München, 1993–2008
  - Deel 1: Die Jugend des Kaisers, 1859–1888, 1993. ISBN 978-3-406-37668-9
  - Deel 2: Der Aufbau der Persönlichen Monarchie, 1888–1900, 2001. ISBN 3-406-48229-5
  - Deel 3: Der Weg in den Abgrund, 1900–1941, 2008